# Bahnstrecke Réding–Diemeringen
| Bahnhof Diemeringen von 1895, September 2012 |                      |                                                              |                                                              |
| |                      |                                                              |                                                              |
| Streckennummer (SNCF): | 167 000              |                                                              |                                                              |
| Kursbuchstrecke (SNCF): | 366                  |                                                              |                                                              |
| Streckenlänge: | 28,6 km              |                                                              |                                                              |
| Spurweite: | 1435 mm (Normalspur) |                                                              |                                                              |
| |                      |                                                              |                                                              |
| \| \| \| Bahnstrecke Paris–Strasbourg von Paris-Est \| \| \| \| \| Bahnstrecke Sarrebourg–Abreschviller von Abreschviller \| \| \| \| 0,0 \| Sarrebourg-Marchandises \| Sarrebourg-Marchandises \| \| \| 431,6 \| Saar (71 m) \| Saar (71 m) \| \| \| −0,4 431,8 \| Sarrebourg \| 248 m \| \| \| 435,1 \| Bahnstrecke Réding–Metz-Ville von/n. Metz-Ville \| Bahnstrecke Réding–Metz-Ville von/n. Metz-Ville \| \| \| 435,2 0,0 \| Réding \| 254 m \| \| \| 1,3 \| Bahnstrecke Paris–Strasbourg nach Strasbourg ü. Saverne \| Bahnstrecke Paris–Strasbourg nach Strasbourg ü. Saverne \| \| \| ~2,6 \| D 104E (ehem. N 4) \| D 104E (ehem. N 4) \| \| \| ~2,8 \| Abzw. Militärflugplatz Phalsbourg-Bourscheid \| Abzw. Militärflugplatz Phalsbourg-Bourscheid \| \| \| \| \| \| \| \| ~3,9 ~4,3 \| ehem. Munitionsdepot Réding \| ehem. Munitionsdepot Réding \| \| \| \| \| \| \| \| 4,4 \| Stromtrennung 25 kV – 50 Hz / 2 × 25 kV – 50 Hz LGV \| Stromtrennung 25 kV – 50 Hz / 2 × 25 kV – 50 Hz LGV \| \| \| ~4,9 \| Neue Streckenführung für die LGV \| Neue Streckenführung für die LGV \| \| \| 5,5 \| Brouviller-Lixheim \| Brouviller-Lixheim \| \| \| \| \| \| \| \| 5,7 \| Abzw. Réding Streckenunterbrechung beim Bau der LGV-Trasse \| Abzw. Réding Streckenunterbrechung beim Bau der LGV-Trasse \| \| \| \| \| \| \| \| \| \| \| \| \| ~6,2 \| LGV Est européenne (BK 406,5) \| LGV Est européenne (BK 406,5) \| \| \| 7,0 \| Streckenende \| Streckenende \| \| \| 11,0 \| A 4 \| A 4 \| \| \| 11,9 \| Schalbach \| Schalbach \| \| \| ~15,1 \| Département Moselle/Bas-Rhin \| Département Moselle/Bas-Rhin \| \| \| 16,2 \| Weyer \| Weyer \| \| \| ~18,6 \| D 1061 (ehem. N 61) \| D 1061 (ehem. N 61) \| \| \| \| Bahnstrecke Lutzelbourg–Drulingen (Meterspur) v. Lutzelbourg \| \| \| \| ~19,0 \| Isch \| Isch \| \| \| ~19,5 \| D 15 (ehem. N 61) \| D 15 (ehem. N 61) \| \| \| 19,6 \| Drulingen \| Drulingen \| \| \| 23,2 \| Rexingen \| Rexingen \| \| \| 24,4 \| Thal[1] \| Thal[1] \| \| \| 26,4 \| Mackwiller \| Mackwiller \| \| \| ~28,0 \| Bahnstrecke Mommenheim–Sarreguemines v. Mommenheim \| Bahnstrecke Mommenheim–Sarreguemines v. Mommenheim \| \| \| 28,6 48,4 \| Diemeringen \| 233 m \| \| \| \| \| \| \| \| \| Bahnstrecke Mommenheim–Sarreguemines nach Sarreguemines \| \| |                      |                                                              |                                                              |
| |                      | Bahnstrecke Paris–Strasbourg von Paris-Est                   |                                                              |
| Abzweig geradeaus und ehemals von rechts |                      | Bahnstrecke Sarrebourg–Abreschviller von Abreschviller       | Bahnstrecke Sarrebourg–Abreschviller von Abreschviller       |
| ehemaliger Bahnhof | 0,0                  | Sarrebourg-Marchandises                                      | Sarrebourg-Marchandises                                      |
| Brücke über Wasserlauf | 431,6                | Saar (71 m)                                                  | Saar (71 m)                                                  |
| Bahnhof | −0,4 431,8           | Sarrebourg                                                   | 248 m                                                        |
| Abzweig geradeaus, nach links und von links | 435,1                | Bahnstrecke Réding–Metz-Ville von/n. Metz-Ville              | Bahnstrecke Réding–Metz-Ville von/n. Metz-Ville              |
| Bahnhof | 435,2 0,0            | Réding                                                       | 254 m                                                        |
| Abzweig geradeaus und nach rechts | 1,3                  | Bahnstrecke Paris–Strasbourg nach Strasbourg ü. Saverne      | Bahnstrecke Paris–Strasbourg nach Strasbourg ü. Saverne      |
| Strecke mit Straßenbrücke | ~2,6                 | D 104E (ehem. N 4)                                           | D 104E (ehem. N 4)                                           |
| Abzweig geradeaus und ehemals nach rechts | ~2,8                 | Abzw. Militärflugplatz Phalsbourg-Bourscheid                 | Abzw. Militärflugplatz Phalsbourg-Bourscheid                 |
| |                      |                                                              |                                                              |
| Abzweig geradeaus, ehemals nach links und ehemals von links · Betriebs-/Güterbahnhof Streckenende und quer | ~3,9 ~4,3            | ehem. Munitionsdepot Réding                                  | ehem. Munitionsdepot Réding                                  |
| |                      |                                                              |                                                              |
| | 4,4                  | Stromtrennung 25 kV – 50 Hz / 2 × 25 kV – 50 Hz LGV          | Stromtrennung 25 kV – 50 Hz / 2 × 25 kV – 50 Hz LGV          |
| | ~4,9                 | Neue Streckenführung für die LGV                             | Neue Streckenführung für die LGV                             |
| Bahnhof (Strecke außer Betrieb) · Strecke | 5,5                  | Brouviller-Lixheim                                           | Brouviller-Lixheim                                           |
| |                      |                                                              |                                                              |
| Strecke von links · Abzweig geradeaus und nach rechts | 5,7                  | Abzw. Réding Streckenunterbrechung beim Bau der LGV-Trasse   | Abzw. Réding Streckenunterbrechung beim Bau der LGV-Trasse   |
| |                      |                                                              |                                                              |
| Strecke |                      |                                                              |                                                              |
| Abzweig quer und nach rechts · Kreuzung geradeaus oben · Strecke quer | ~6,2                 | LGV Est européenne (BK 406,5)                                | LGV Est européenne (BK 406,5)                                |
| | 7,0                  | Streckenende                                                 | Streckenende                                                 |
| Strecke (außer Betrieb) | 11,0                 | A 4                                                          | A 4                                                          |
| Bahnhof (Strecke außer Betrieb) | 11,9                 | Schalbach                                                    | Schalbach                                                    |
| Grenze (Strecke außer Betrieb) | ~15,1                | Département Moselle/Bas-Rhin                                 | Département Moselle/Bas-Rhin                                 |
| Bahnhof (Strecke außer Betrieb) | 16,2                 | Weyer                                                        | Weyer                                                        |
| Brücke (Strecke außer Betrieb) | ~18,6                | D 1061 (ehem. N 61)                                          | D 1061 (ehem. N 61)                                          |
| U-Bahn-Strecke nach halblinks und von rechts · Strecke |                      | Bahnstrecke Lutzelbourg–Drulingen (Meterspur) v. Lutzelbourg | Bahnstrecke Lutzelbourg–Drulingen (Meterspur) v. Lutzelbourg |
| U-Bahn-Brücke über Wasserlauf | ~19,0                | Isch                                                         | Isch                                                         |
| | ~19,5                | D 15 (ehem. N 61)                                            | D 15 (ehem. N 61)                                            |
| U-Bahn-Kopfbahnhof Streckenende · Bahnhof | 19,6                 | Drulingen                                                    | Drulingen                                                    |
| Bahnhof (Strecke außer Betrieb) | 23,2                 | Rexingen                                                     | Rexingen                                                     |
| Haltepunkt / Haltestelle (Strecke außer Betrieb) | 24,4                 | Thal                                                         | Thal                                                         |
| Bahnhof (Strecke außer Betrieb) | 26,4                 | Mackwiller                                                   | Mackwiller                                                   |
| Abzweig geradeaus, ehemals nach rechts und von rechts (Strecke außer Betrieb) | ~28,0                | Bahnstrecke Mommenheim–Sarreguemines v. Mommenheim           | Bahnstrecke Mommenheim–Sarreguemines v. Mommenheim           |
| Bahnhof | 28,6 48,4            | Diemeringen                                                  | 233 m                                                        |
| |                      |                                                              |                                                              |
| |                      | Bahnstrecke Mommenheim–Sarreguemines nach Sarreguemines      |                                                              |

Die Bahnstrecke Réding–Diemeringen ist eine von Süden nach Norden verlaufende, normalspurige, knapp 30 km lange, einspurige Eisenbahnstrecke in Frankreich, von der nur noch die südlichsten 6 km befahren werden und als Bahnstrecke klassifiziert sind. Großräumig stellt sie eine Verbindung her zwischen der Bahnstrecke Paris–Strasbourg, die den Verkehr von Nancy und Lunéville herleitet und der Bahnstrecke Mommenheim–Sarreguemines, die in Mommenheim zusammentreffen. Über diese Strecke konnten bis 1960, als der erste Abschnitt deklassiert wurde, Verkehre von Nancy und Lunéville in Richtung Sarreguemines und weiter in Richtung Saarbrücken geführt werden, ohne andere, zum Teil stark befahrene Strecken wie beispielsweise die Bahnstrecken Frouard–Novéant, Lérouville–Metz oder den Großraum Metz zu berühren. Bis zuletzt hatte die Strecke vor allem militärische Funktion.

## Geschichte

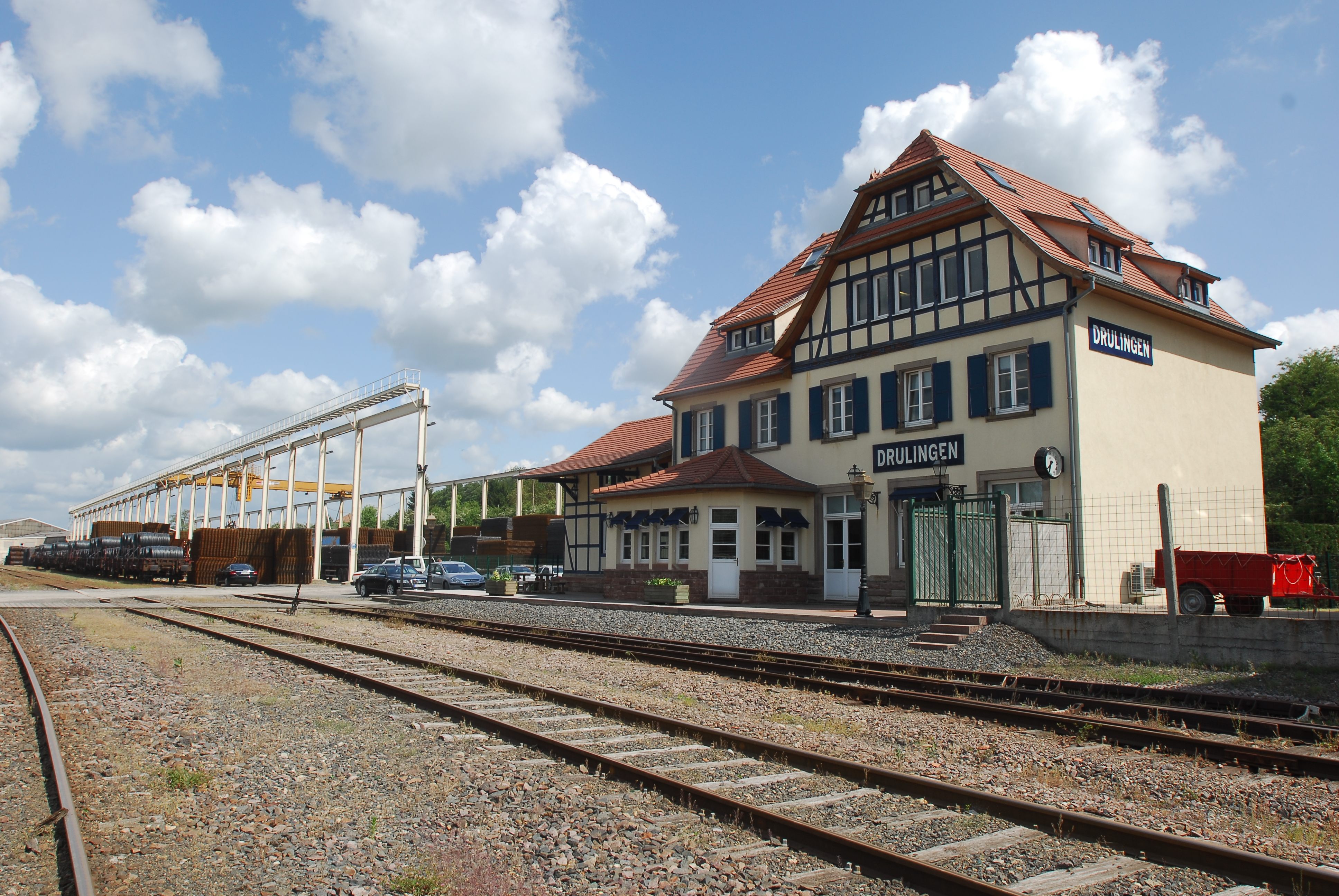
Bahnhof Drulingen, Blickrichtung Nord, 2006

Der Bau der Strecke war militärisch intendiert, denn am Vorabend des Ersten Weltkriegs stand eine schnelle Bedienung der zu erwartenden Kampfgebiete im Vordergrund. Entsprechend verlief der Bau von Norden nach Süden. Initiator waren die kaiserlichen Reichseisenbahnen in Elsaß-Lothringen. Die Arbeiten vor dem Krieg konnten jedoch nicht mehr zu Ende geführt und nur den 9 km langen Teilabschnitt bis Drulingen eröffnet werden.
Unter der neuen Leitung der Administration des chemins de fer d’Alsace et de Lorraine (AL) seit 1919 wurde die Verbindung in zwei weiteren Abschnitten vollendet: Am 1. Juli 1922 konnte der 7,7 km lange Abschnitt zwischen Drulingen und Schalbach (BK 11,9) in Betrieb genommen werden und am 3. Dezember 1936 war auch der Lückenschluss bis Réding geschafft. Es war damit eine der wenigen Strecken, die unter der Leitung der AL gebaut und eröffnet wurden.
Die Strecke diente der Versorgung des Munitionsdepots in Réding, das 1935 fertig gestellt worden war. Personenverkehr fand nur im Bereich zwischen Diemeringen und Schalbach statt und bereits 1945 wurde dieser vollständig eingestellt. Wenige Jahre später – 1958 – erhielt die Strecke einen 6 km langen Anschluss zu dem neu errichteten Militärflugplatz Phalsbourg-Bourscheid.
Die Güterbeförderung wurde von Nord nach Süd aufgegeben. Zunächst verschwand sie im Teil zwischen Drulingen und Rexingen. Die Strecke wurde am 24. Mai 1960 deklassiert. Knapp vier Jahre später, am 13. Februar 1964 wurde der Verkehr zwischen Rexingen und Mackweiler eingestellt und die Strecke deklassiert, sodass knapp sieben Kilometer fehlten. Die restlichen 1,5 km im nördlichen Teil bis Diemeringen wurden zum 1. Januar 1990 stillgelegt und 1994 entwidmet. Die Strecke südlich von Drulingen ist geschlossen, aber noch nicht stillgelegt.
Mit dem Bau der LGV Est européenne wurde der südliche Abschnitt zwischen Réding und BK 5,7 als Zulaufstrecke umgebaut und elektrifiziert. Somit ist es nun möglich, sowohl Verkehr aus Richtung Sarrebourg an der Bahnstrecke Paris–Strasbourg als auch von der Bahnstrecke Réding–Metz-Ville aus nördlicher Richtung der LGV mit Destination Strasbourg zuzuführen.